# منطقه کایژوو
منطقه کایژوو (به چینی: 	开州区، به پین‌یین: Kāizhōu Qū) یک منطقهٔ شهرداری تابع شهر چونگ‌چینگ، در جمهوری خلق چین است. منطقه کایژوو ۳٬۹۵۹ کیلومتر مربع مساحت و ۱٬۱۶۰٬۳۰۰ نفر جمعیت دارد.
سابقا، این منطقه با نام شهرستان کای (کای‌شیان) (به چینی: 	开县، به پین‌یین: Kāixiàn) شناخته می‌شده.
تا پیش از سال ۱۹۹۲ میلادی، شهرستان کای (کای‌شیان) تابع ولایت وان‌شیان در استان سیچوان بود.
در دسامبر سال ۱۹۹۲، ولایت وان‌شیان به شهر در سطح ولایت وان‌شیان ارتقاء یافت. شهرستان کای (کای‌شیان) تابع شهر وان (وان‌شیان) قرار گرفت.
در دسامبر ۱۹۹۷، «شهر در سطح ولایت وان‌شیان» منحل شد مناطق و شهرستان‌های تابع آن، منجمله شهرستان کای (کای‌شیان) به شهر جدید التاسیس در سطح استان چونگ‌چینگ پیوستند.
در سال ۲۰۱۶ میلادی، شهرستان کای (کای‌شیان) به منطقه ارتقاء‌ یافت و نام آن از «کای‌شیان» به «کای‌ژوو/کایژوو» تغییر کرد.